# Symboles nazis
Les symboles nazis sont les symboles utilisés par le Parti national-socialiste des travailleurs allemands. Le symbole le plus emblématique est le swastika.

## Le swastika
Le symbole principal des nazis est le swastika, que le parti nazi nouvellement créé adopte officiellement en 1920. L'emblème est une croix gammée noire (卐) tournée de 45 degrés sur un cercle blanc sur fond rouge. Cet insigne est utilisé sur le drapeau, sur le badge et sur le brassard du parti.
Le motif noir-blanc-rouge est basé sur les couleurs des drapeaux de l'Empire allemand. Cette palette de couleurs est communément associée aux nationalistes allemands opposés à la République de Weimar, après la chute de l'Empire allemand. Les nazis condamnent le drapeau noir-rouge-or de la République de Weimar (le drapeau actuel de l'Allemagne).
Dans Mein Kampf, Adolf Hitler décrit le symbolisme du drapeau nazi : « Le rouge exprimait la pensée sociale sous-jacente au mouvement. Le blanc, la pensée nationale. Et le swastika signifiait la mission qui nous était confiée - la lutte pour la victoire de l'humanité aryenne et en même temps le triomphe de l'idéal du travail productif qui est en soi et sera toujours antisémite. »
Le drapeau à croix gammée devient le drapeau national de l'Allemagne nazie en 1933, aux côtés du drapeau noir-blanc-rouge, et le seul drapeau national en 1935.
Certains pays comme l'Allemagne, l'Autriche, la France, la Lituanie, la Lettonie, la Pologne, l'Ukraine, le Brésil et Israël ont interdit les symboles nazis et le fait de les montrer publiquement à des fins non éducatives est considéré comme une infraction pénale. Le 9 août 2018, l'Allemagne lève l'interdiction d'utiliser des croix gammées et d'autres symboles nazis dans les jeux vidéo. « Avec le changement d'interprétation de la loi, les jeux qui portent un regard critique sur l'actualité peuvent pour la première fois se voir attribuer une évaluation USK », déclare à CTV la directrice générale de l'USK, Elisabeth Secker. « Cela a longtemps été le cas pour les films et, en ce qui concerne la liberté des arts, c'est maintenant, à juste titre, le cas également pour les jeux sur ordinateur et vidéo,. »

## Héraldique
Sous le régime nazi, les organes gouvernementaux sont encouragés à supprimer le symbolisme religieux de leur héraldique. Les symboles tels que les croix, les saints, etc. sont considérés comme contrariants pour les nazis ; cependant, peu de conseils allemands changent réellement leurs symboles, souvent anciens. Certains, cependant, le font, notamment Cobourg, qui remplace saint Maurice par une épée et une croix gammée et la Thuringe, qui ajoute une croix gammée aux pattes de son lion.

## Autres symboles
- L'aigle et croix gammée, symbole officiel du parti nazi (Parteiadler) et emblème national (Reichsadler).
- Le Sōwilō dédoublé, insigne runique de la Schutzstaffel[9],[10], ainsi que diverses runes de l'alphabet runique, telles que les runes Odal, Algiz, et Tiwaz et d'autres symboles ressemblant à des runes[11],[12], tels que la Wolfsangel[13].
- L'uniforme SS noir.
- Les chemises brunes de la Sturmabteilung.
- L'insigne Totenkopf des SS-Totenkopfverbände et des unités des camps de concentration[14].
- Le Soleil noir (en allemand : Schwarze Sonne ou Sonnenrad) utilisé par Heinrich Himmler, à la tête de la SS.
- Le marteau et l'épée croisés du strasserisme, branche du nazisme à l'idéologie anticapitaliste et socialiste.
- Le swastika en forme de croix solaire brisée.
- La croix celtique, qui trouve ses origines dans l'Europe pré-chrétienne, est utilisée par les Nazis norvégiens dans les années 1930 et 1940[15].

### Lettres runiques
Les lettres de l'alphabet runique historique et les runes modernes de l'armanisme sont utilisées par le nazisme et par les groupes néo-nazis qui s'associent aux traditions germaniques, principalement les runes Sōwilō, Eihwaz, Tiwaz, Odal, et Algiz. Sōwilō (ᛋ), dédoublé, est appelé dans le contexte nazi « Siegrune » ou « Sigrune » (d'après List, probablement de l'anglo-saxon Sigel) et constitue l'insigne de la SS. Siegrune signifie en allemand « rune de la victoire ». Eihwaz (ᛇ) donne, par rotation et réflection, la rune Eif : durant les premières années de la SS, elle est utilisée par les assistants personnels d'Hitler, comme Rudolf Hess. Tiwaz (ᛏ) constitue le badge des écoles de formation de la Sturmabteilung, les Reichsführerschulen, sous le nom de « Tyr ». Odal (ᛟ), appelé « Odalrune », est utilisé notamment par la 7e division SS « Prinz Eugen ». Algiz (ᛉ), appelé « Lebensrune », est la rune de la vie et son renversé (ᛣ), appelé « Todesrune », est la rune de la mort : ces deux derniers symboles se retrouvent dans les domaines de la santé et sur les tombes de certains Waffen-SS.
La fascination que les runes semblent exercer sur les nazis peut être attribuée à l'auteur occulte et völkisch Guido von List, l'une des figures importantes du mysticisme germanique et du revivalisme runique à la fin du XIXe et au début du XXe siècle. En 1908, List publie dans Das Geheimnis der Runen (Le secret des runes) un ensemble de 18 runes prétendument armanistes, basées sur le Futhark récent, qui lui auraient été révélés dans un état de cécité temporaire après une opération de la cataracte aux deux yeux en 1902.
La Wolfsangel, bien que n'étant pas une rune historiquement, a la forme de la rune Gibor de List.

## Utilisations par les groupes néo-nazis
Les groupes néo-nazis s'approprient par ailleurs de nombreux symboles, dont un certain nombre de runes.
Cependant, ils utilisent également divers symboles numériques tels que :
- 18, code pour Adolf Hitler. Le nombre provient de la position des lettres dans l'alphabet : A = 1, H = 8[22].
- 88, code pour 88 Préceptes, manifeste écrit par David Lane, suprémaciste blanc américain de la fin du XXe siècle, portant sur la bonne organisation d'une nation nationaliste blanche. C'est un traité sur la loi naturelle, la religion et la politique[23]. Cependant, selon l'Anti-Defamation League, il s'agit d'un code pour Heil Hitler. Là encore, le nombre provient de la position de la lettre H dans l'alphabet latin[24].
- 14, tiré des Fourteen Words inventés par David Lane : « Nous devons garantir l'existence de notre peuple et un avenir pour les enfants blancs[25]. »
- 14 et 88 sont parfois combinés entre eux (14/88, 8814, 1488[26]). Ils sont également parfois représentés sur des dés[27].

## Galerie

Le Reichsadler de l'Allemagne nazie (1933 – 1945) ; le Parteiadler, emblème du parti nazi, est très similaire.
Totenkopf[28].
Wolfsangel alignée horizontalement, utilisée par la 2e division SS « Das Reich »[29].
Wolfsangel verticale.
Rune Odal[30],[31] (utilisée aussi par le National Socialist Movement depuis novembre 2016[32]).
Siegrunen.

Rune Algiz.
Une version simplifiée de la croix celtique est utilisée par divers groupes néo-nazis.
La croix solaire brisée, utilisée par le mouvement de la foi allemande et par la 5e division SS « Wiking », ainsi que par la société Thulé[33],[34].
Le marteau et l'épée utilisés par les adeptes du strasserisme.
Le Soleil noir utilisé par les cercles nazis ésotériques et par d'autres groupes néo-nazis.